# Rathaus Büsum

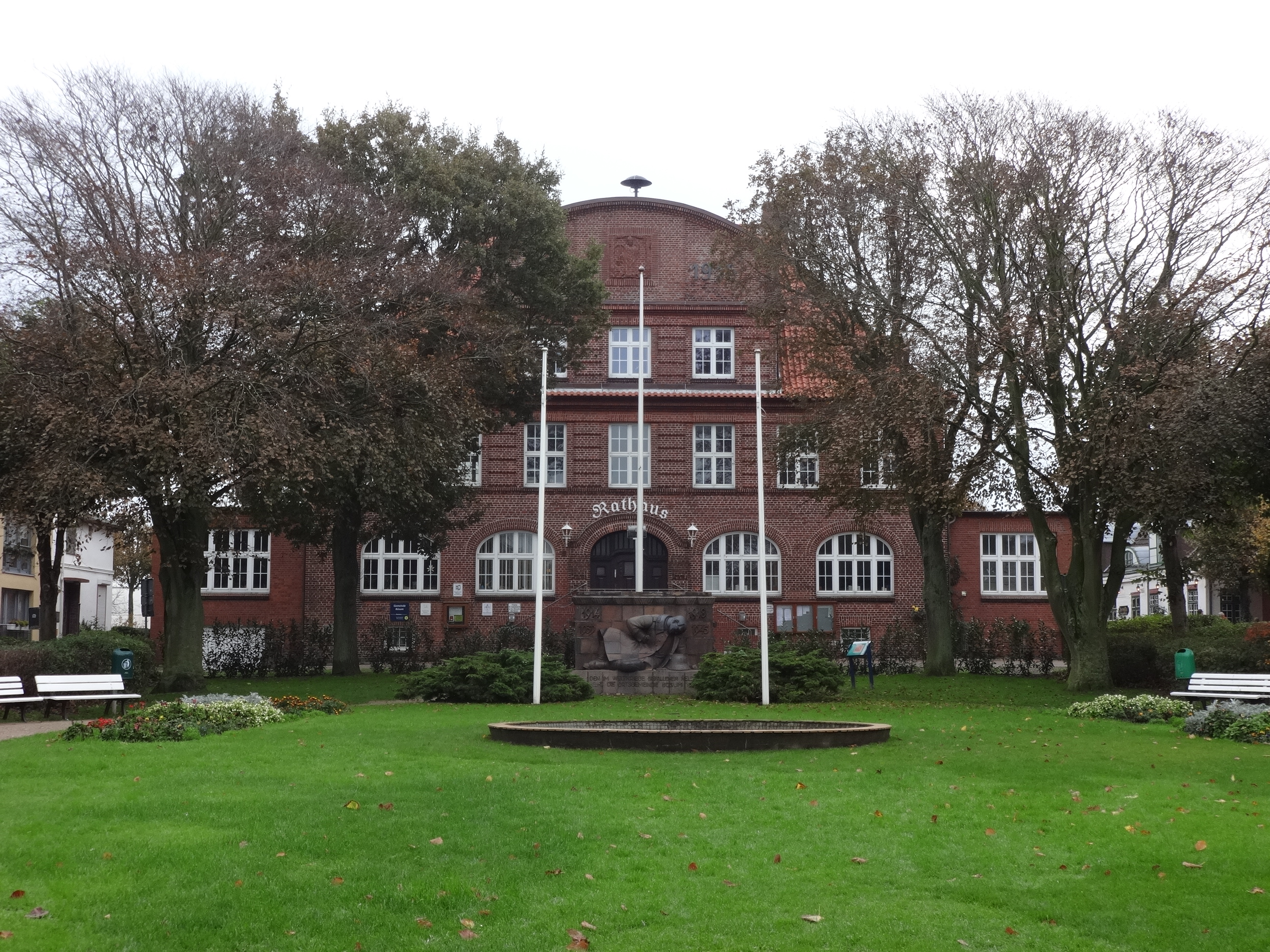
Rathaus Büsum

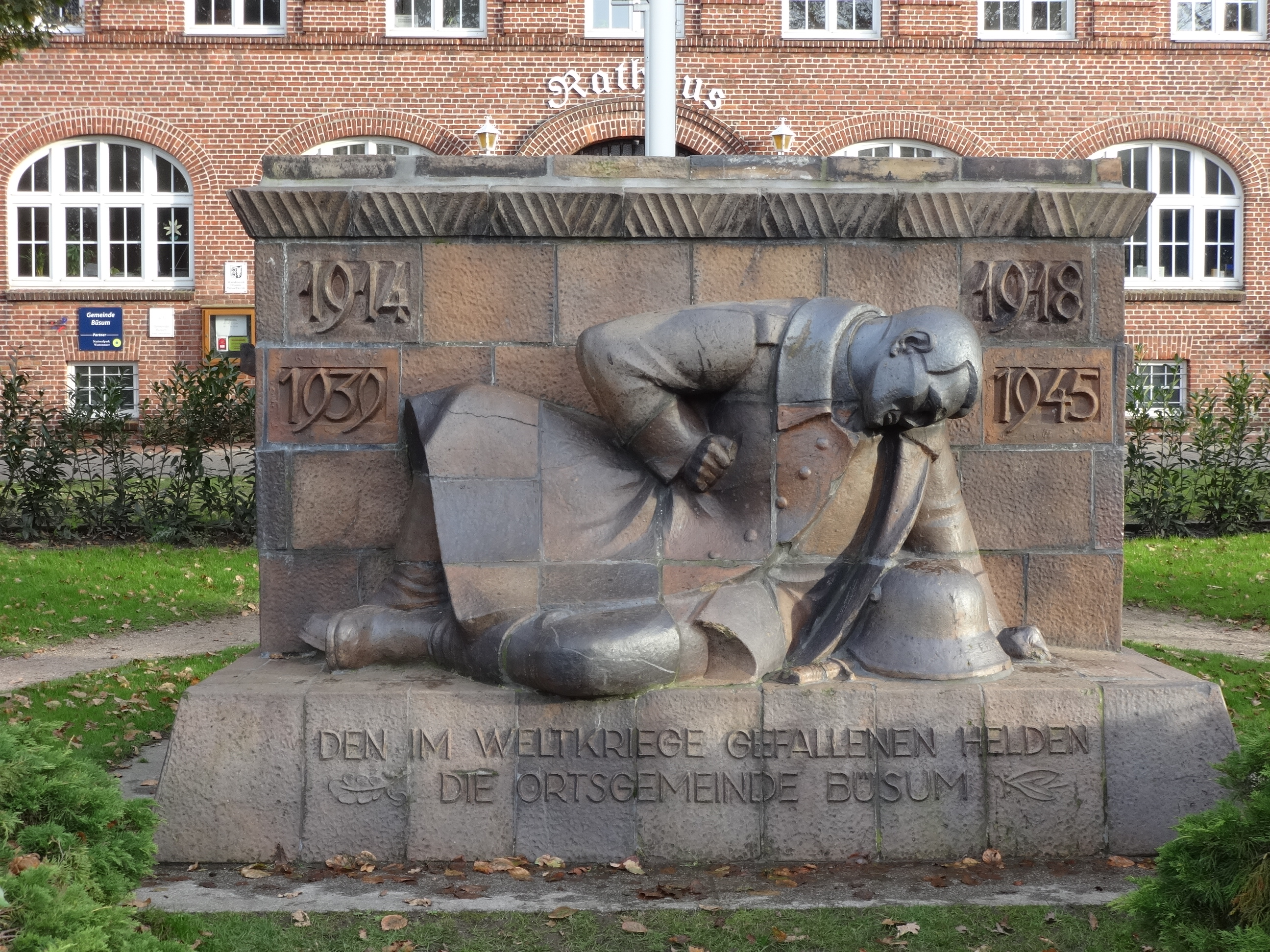
Gefallenen-Ehrenmal auf dem Vorplatz

Das Rathaus Büsum ist ein denkmalgeschütztes Verwaltungsgebäude der Gemeinde Büsum im Kreis Dithmarschen in Schleswig-Holstein.
Das Gebäude wurde 1914–1915 nach Entwurf des Kieler Architekten Carl Mannhardt erbaut. Das zweigeschossige Gebäude in neobarocken Formen wurde in rotem Ziegel-Mauerwerk ausgeführt. Die Vorderfront wird durch einen überproportional breiten, halbrunden Mittelgiebel geprägt. Zwischen den Jahreszahlen der Errichtung, 1914 und 1915, ist ein Relief des Clemens von Rom zu sehen, dem Patron des Kirchspiels von Büsum. Die Rückseite, die an die St.-Clemens-Kirche angrenzt, wirkt durch einen hervorspringenden Mittelteil eher massig.
Vor dem Gebäude liegt der Kaiser-Wilhelm-Platz mit einem Ehrenmal für die Gefallenen des Ersten und Zweiten Weltkriegs.